# Yahya Uld Hademine
Yahya Uld Hademine (en árabe: يحي ولد حدمين‎; Timbedra, 31 de diciembre de 1953) es un político e ingeniero mauritano. Fue primer ministro de la República Islámica de Mauritania entre agosto de 2014 y octubre de 2018.

## Biografía
Recibió su educación primaria en Djigueni, luego asistió al colegio de Aaiún entre 1967 y 1970, y más tarde estudió en el liceo nacional de Nuakchot de 1971 a 1974. Después de mudarse a Canadá en 1974, se licenció en ingeniería metalúrgica en la Escuela Politécnica de Montreal en 1979.
Después de regresar a Mauritania, comenzó a trabajar para la Empresa Nacional Industrial y Minera (SNIM), que extrae mineral de hierro, y en 1979 se convirtió en jefe de una fábrica de acero. Entre 1985 y 1988, se desempeñó como jefe de compras para SNIM. En 1989, fue ascendido a gerente de la Sociedad Árabe de Hierro y Acero (SAFA), que es una subsidiaria de SNIM. Fue nombrado gerente general de Obras de Transporte y Mantenimiento de Saneamiento (SMTA) en 2008. Después del golpe de Estado de 2008, apoyó a los líderes militares, conservando su trabajo. En diciembre de 2010, fue nombrado ministro de Equipamiento y Transporte. En sus cuatro años como ministro, no hizo cambios significativos.
Después de que el presidente Mohamed Uld Abdelaziz fue reelegido en junio de 2014, nombró a Hademine para el cargo de primer ministro el 21 de agosto. Hademine reemplazó a Mulay Uld Mohamed Laghdaf, quien había ocupado el cargo desde 2008. Al comprometerse a promover la participación de las mujeres en el desarrollo político, económico y social, Hademine nombró a siete mujeres para su gabinete cuando se formó tres días después de su nombramiento como primer ministro.
Renunció el 29 de octubre de 2018.